# Chiloscyllium arabicum
Espèce
Répartition géographique
Statut de conservation UICN

 NT  : Quasi menacé
Chiloscyllium arabicum, communément appelé Requin-chabot camot, est une espèce de requins, de l'ordre des Orectolobiformes et de la famille des Hemiscylliidae. Il vit dans l'ouest de l'océan Indien, de Suez à la Tanzanie et de la surface à −100 m. Il peut atteindre 80 cm.

## Systématique
L'espèce Chiloscyllium arabicum a été décrite en 1980 par le zoologiste ukrainien Evhen Pavlovich Gubanov (d) dans une publication rédigée conjointement avec N.A Schleib.

## Publication originale
- Gubanov & Schleib, 1980 : « Sharks of the Arabian Gulf ». Kuwait Ministry of Public Works, Agracultural Department, Fisheries Division, pp. 1-69.